# Négynapos csata

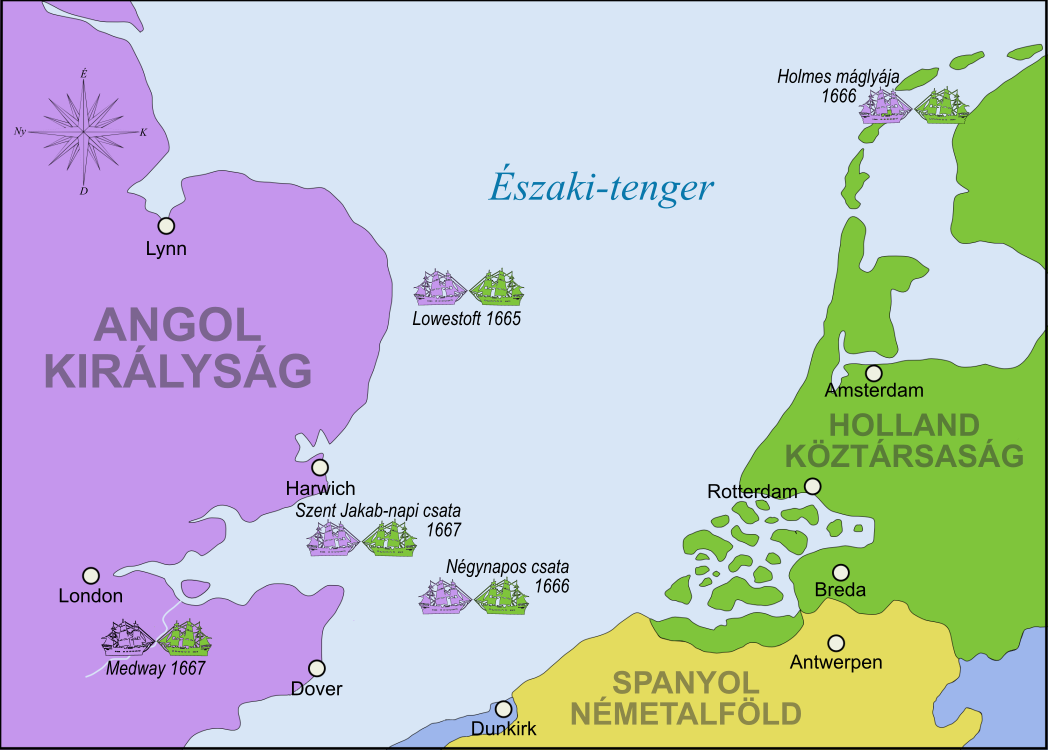
A 2. angol–holland háború csatái

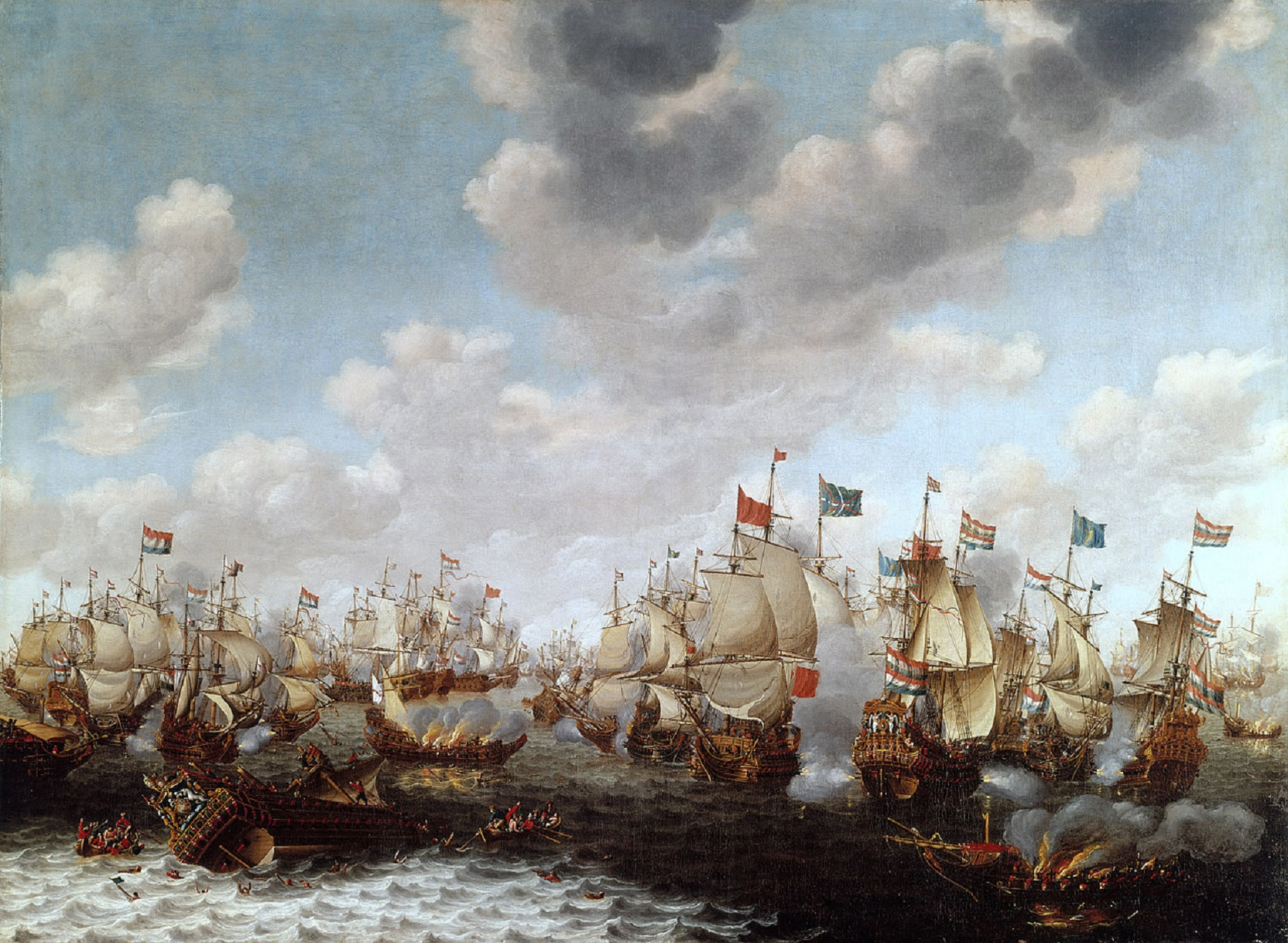
Pieter Cornelisz van Soest (1666): A négynapos csata

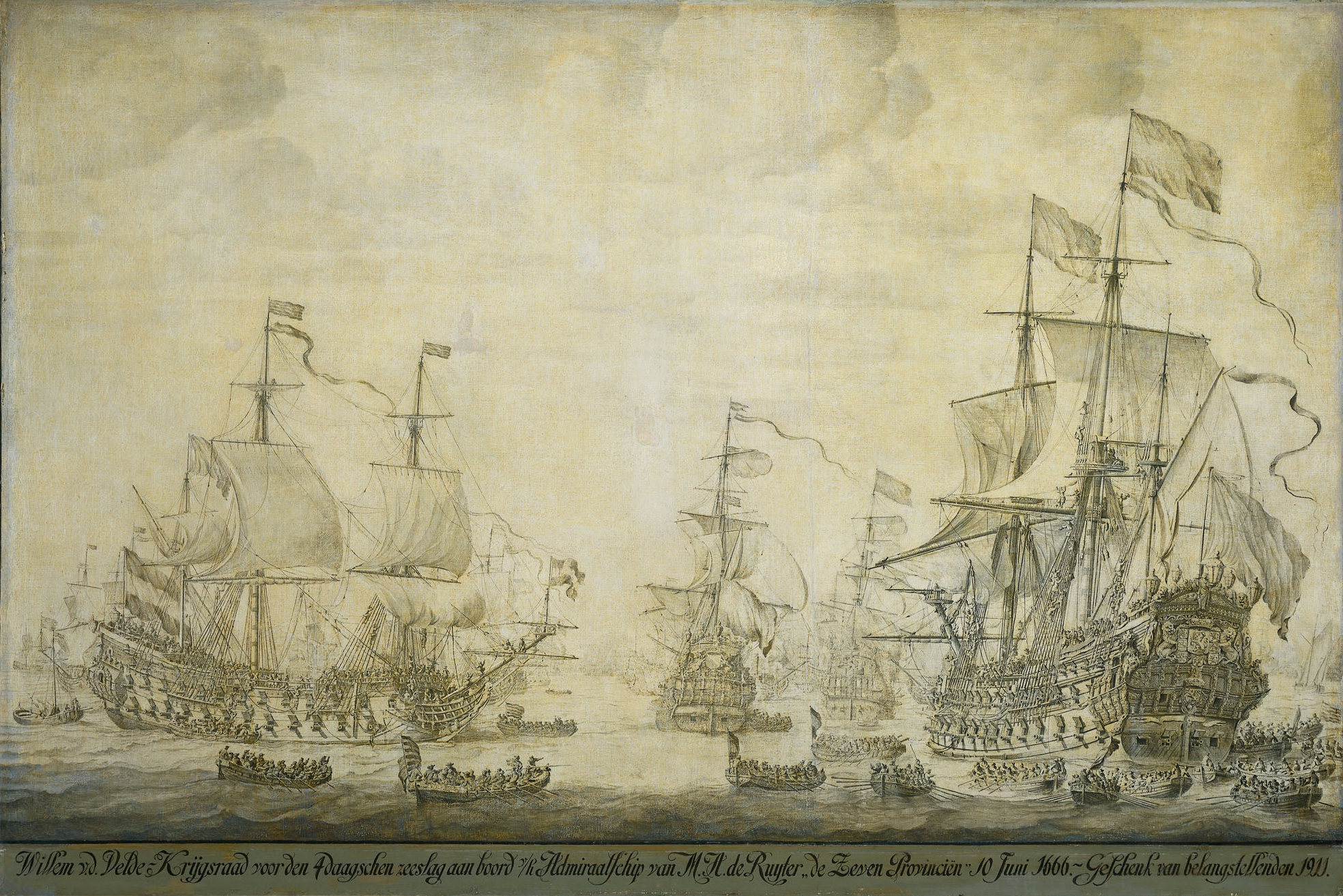
Id. Willem van de Velde (1666): Michiel Adriaensz de Ruyter admirális zászlóshajója, a De Zeven Provincien a négynapos csatában

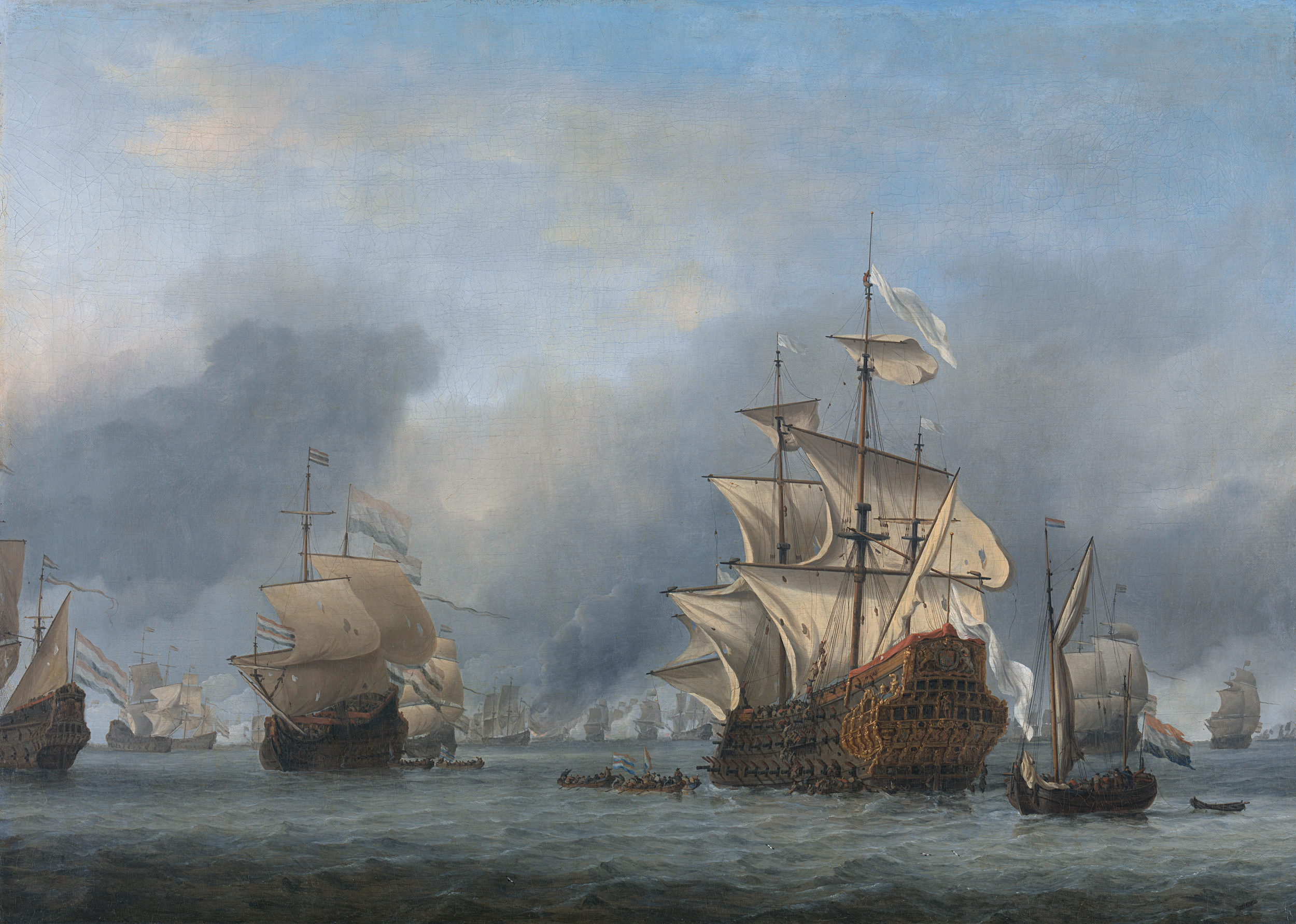
Ifj. Willem van de Velde: A négynapos csatában elfogott angol hajók

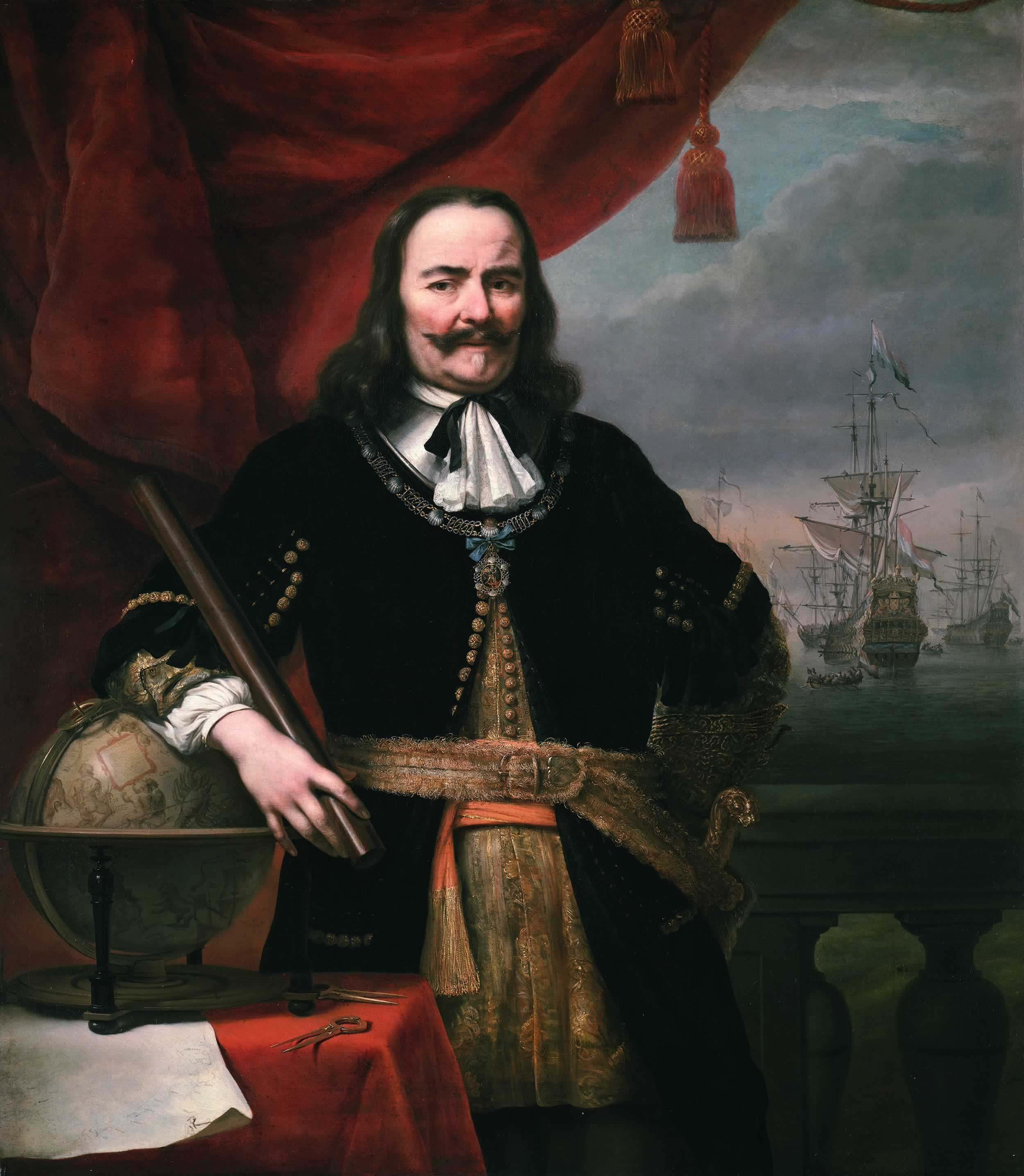
Ferdinand Bol: Michiel Adriaenszoon de Ruyter

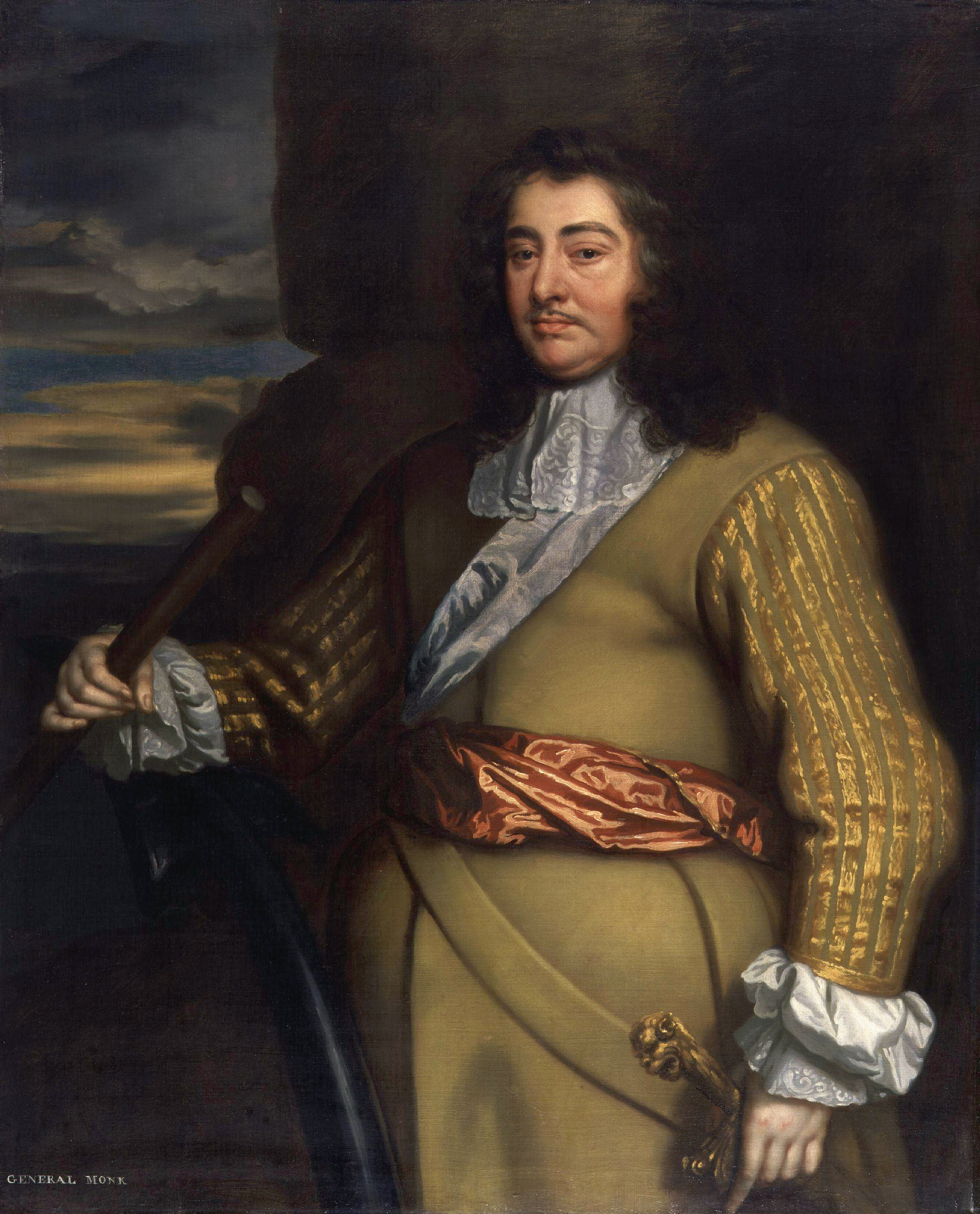
Peter Lely műhelye: George Monck

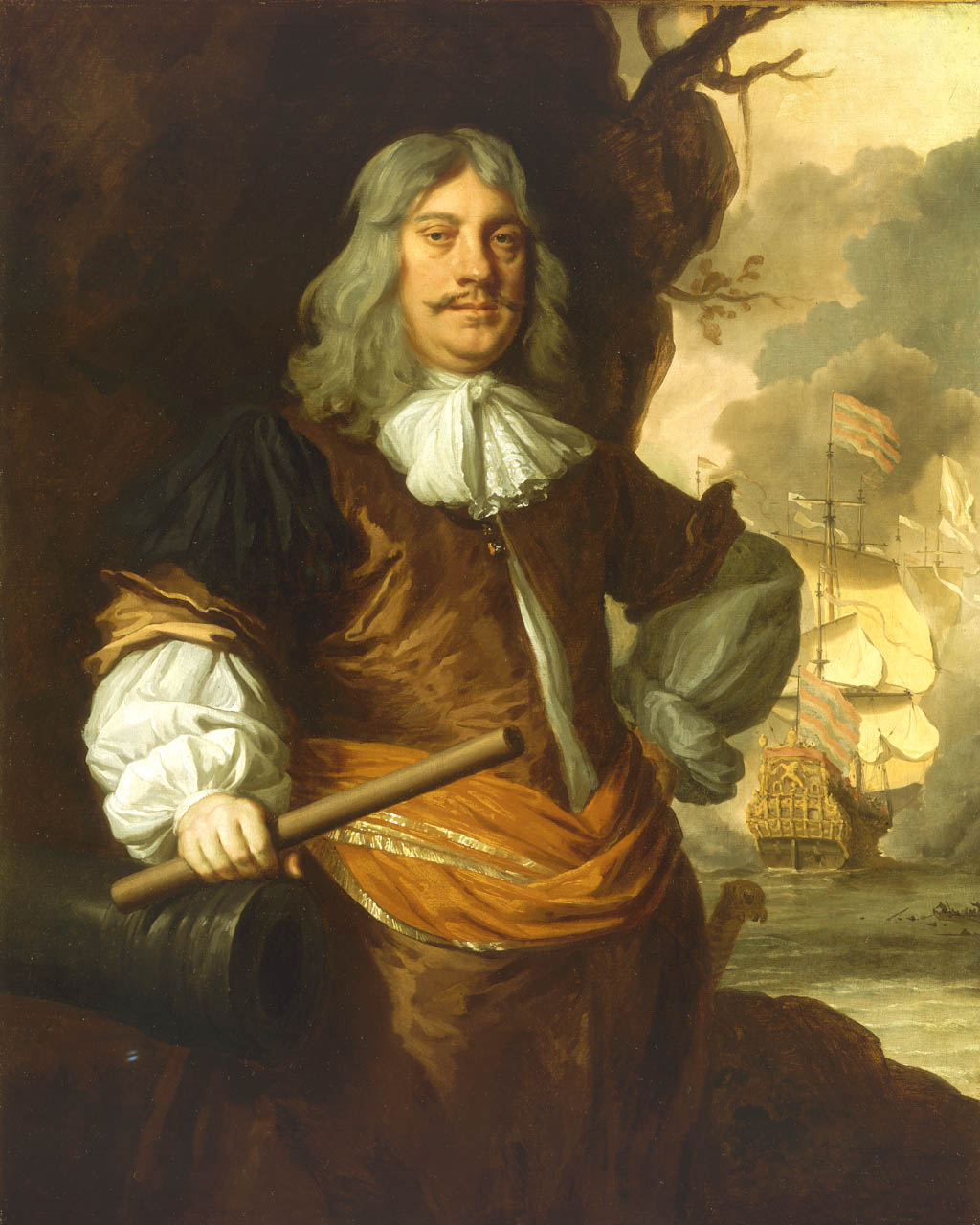
Peter Lely (1675 körül): Cornelis Tromp

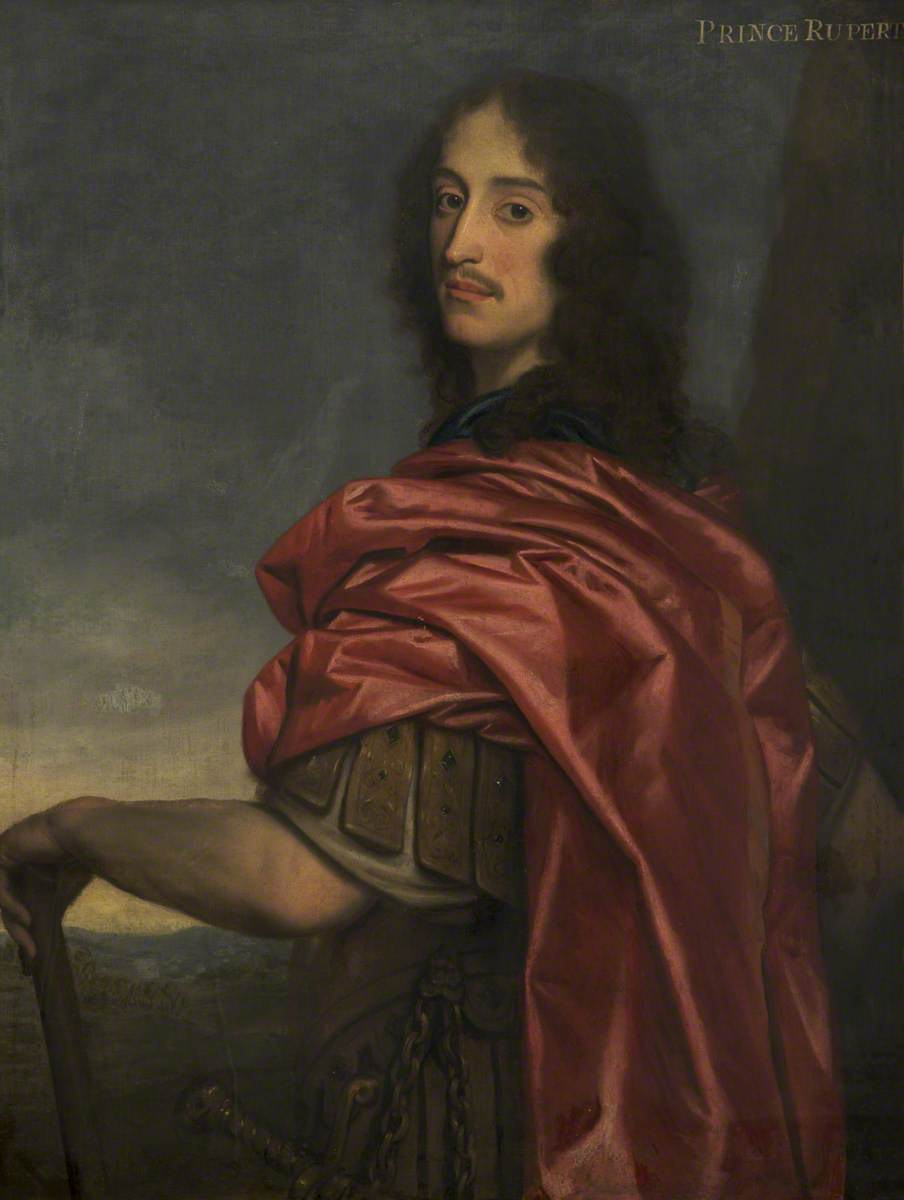
ismeretlen festő: Rupert pfalzi herceg

A négynapos csata (Four Days Battle) 1666. június 1. – június 4. között zajlott le. A második angol–holland háború (1665–1667) legnagyobb tengeri ütközete volt, amelyben a de Ruyter admirális vezette holland flotta legyőzte az angol hajóhadat.

## Előzmények
1665. június 13-án az angol flotta a lowestofti csatában kis híján teljesen szétverte a rosszul szervezett és rosszul vezetett holland hajóhadat. Húsz holland sorhajó veszett oda, nyolc másikat pedig törölni kellett a flotta állományából; az angolok egyetlen nagyobb hajót vesztettek. Elesett a holland főparancsnok, a korábban a svédek ellen sikeresen szerepelt Jacob van Wassenaar Obdam admirális is.
A holland flotta új főparancsnoka Michiel de Ruyter lett. A Lowestoftnál elszenvedett veszteségeket a télen pótolták:
- a Holland Kelet-indiai Társaság erre alkalmas hajóit hadrendbe állították,
- az 1653-as flottafejlesztési terv alapján elkezdett sorhajók közül az első harmincat befejezték.

Az újjáépített holland flotta 1666 tavaszán futott ki a tengerre. Az angolok, akik tudtak a holland hajóhad újjáépítéséről, úgy döntöttek, hogy megpróbálják szétverni azt, mielőtt túlságosan erőre kapna, és májusban maguk is kihajóztak. A felderítők téves jelentése (francia hajóhad közeledtét jelezték) és elbizakodottságuk következtében megosztották erőiket:
- Rupert herceg 20 hajóval a feltételezett franciák ellen indult;
- George Monck 56 hajóval (az angol hajók nagyobbak voltak és több, nagyobb kaliberű ágyújuk volt) a holland főerők szétverésére.

Amint a hollandok megtudták, hogy az angolok megosztották flottájukat, de Ruyter 86 hajójával május 31-én megindult az angol főerők ellen. Zászlóját a vadonatúj, 80 ágyús De Zeven Provincienre húzta fel. Amikor a kezdetben keleti szél északnyugatira váltott és megerősödött, a hollandok horgonyt vetettek Dunkirk közelében.

## Első nap
Reggel a felderítéssel megbízott könnyű egységek észrevették a horgonyon álló holland hajókat, és Monck úgy döntött, hogy azonnal megtámadja őket. Üzenetet küldött Rupert hercegnek, hogy forduljon vissza, ő pedig megpróbálta a holland utóvédet egy meglepetésszerű támadással a flotta zömétől leválasztani és úgy megsemmisíteni. A támadás erejét azonban jelentősen gyengítette két tényező:
- az erős szélben az angol hajók nem tudtak szabályos csatasorba állni,
- a hullámzás miatt az angol hajók nem tudták az alsó ütegsorok lövegeit használni.

Amint a holland őrszemek jelezték az angolok közeledtét, Cornelis Tromp, a holland utóvéd parancsnoka elvágatta a horgonyköteleket, és hajóit a közeli francia part felé irányította abban a reményben, hogy a nagyobb merülésű angol hajók nem merik követni. A főerőket vezénylő de Ruyter is elvágatta a horgonyköteleket, hogy Tromp segítségére siessen, de a széllel szemben lassan haladt.
Az egyre sekélyebb vízben Monck félbeszakította az üldözést, inkább a holland főerők ellen fordult. Ezt látva Tromp is megfordult, hogy az angol utóvéd után eredjen, fordulás közben azonban hajója, a Liefde, összeütközött egy másik holland sorhajóval, a Groot Hollandiával. Ezt látva sir William Berkeley altengernagy kivált a brit kötelékből, és hajója, a Swiftsure megtámadta a két sérült holland hajót, ám két újabb holland sorhajó sietett nehéz helyzetben levő Tromp segítségére, közrefogták az angol hajót, és láncos golyókkal szétszaggatták kötélzetét. Ezután megrohanták és elfoglalták a Swiftsure-t, miként a segítségére siető Seven Oaks és a Loyal George sorhajókat is, a Rainbowt pedig elszakították a flotta zömétől, úgyhogy az kénytelen volt a semleges Oostende kikötőjébe menekülni — üldözésére azonban tizenkét(!) holland hajó indult, és ezek nagyon hiányoztak a csata második napján.
A főerők harcában az angolok roppant sikeresen vetettek be egy újfajta gyújtólövedéket, és két holland sorhajót is felgyújtottak vele. Ez a kísérleti lőszer azonban meglehetősen drága volt, és már a csata első napján ellőtték mindet. Alkonyatkor a két flotta a korban szokásos módon beszüntette a harcot, és visszavonult.

### Az első nap mérlege
Angolok:
- 8 hajó súlyosan megsérült,
- 3 hajót a hollandok elfogtak,
- a Rainbow elmenekült;

- hollandok:
- 2 hajó elsüllyedt,
- 5 hajó súlyosan megrongálódott,
- 12 hajó a Rainbow üldözésére indult.

## Második nap
A hajnali manőverezés a hollandoknak sikerült jobban. Reggel 7 óra körül előnyös pozícióból L alakba fogták a brit flotta élét, és súlyosan megrongáltak három angol sorhajót. Némi szünet után de Ruyter észak felől ismét megtámadta az angolokat, de a zászlós üzenetközvetítés valamilyen hibája miatt Tromp köteléke az angol csatasor túloldalára került. Monck megpróbálta megsemmisíteni az elszigetelődött rajt, ezért de Ruyter félbeszakította az angol csatasor elleni általános támadást, a környezetében levő hajókkal áttörte az angol vonalakat, kimentette a bekerítésből Trompot, majd — ezúttal széllel szemben — másodszor is áttörte az angol csatasort. Eközben azonban felbomlott a hollandok harcrendje, elsüllyedt egy sorhajójuk (a Liefde), súlyosan megrongálódott négy másik, köztük a Spieghel, ami ekkor éppen Tromp zászlóshajója volt (Trompnak már a negyedik hajóra kellett átköltöznie), egyet pedig haza kellett küldeni az elfogott angol hajókkal.
Ezen a napon a két flotta még háromszor csapott össze; a második összecsapásban a De Zeven Provincien olyan súlyosan megrongálódott, hogy de Ruyternek ki kellett hátrálnia a harcból, így a harmadik összecsapásban a holland hajóhadat Aert Jansen van Nes altengernagy (de Ruyter barátja) irányította. A hollandok apránként visszaszerezték előnyös pozíciójukat, nagy károkat okoztak az angoloknak. Egyebek közt:
- a Loyal Subject olyan súlyosan megsérült, hogy törölni kellett a flotta állományából,
- a Black Eagle darabokra esett.

Délután háromkor, amikor feltűnt a tizenkét, a Rainbow üldözésére indult holland hajó, Monck elrendelte a visszavonulást: négy órakor az angolok délnyugatnak, a hazai partok felé fordultak. A sérülései miatt lemaradó St. Pault az éjjel a hollandok elfogták.

### A második nap mérlege
Angolok:
- 1 hajó (Black Eagle) elsüllyedt,
- 13 hajó súlyosan megsérült,
- 1 hajót (St. Paul) a hollandok elfogtak;

- hollandok:
- 1 hajó (Liefde) elsüllyedt,
- 5 hajó súlyosan megrongálódott,
- 1 hajót hazaküldtek,

— visszatért a Rainbow üldözésére indult 12 hajó.

## Harmadik nap
A harmadik nap nagyobb támadások nélkül telt; az angolok közrefogták a sérült hajókat, és lassan hátráltak kikötőik felé. A hollandok széles arcvonalba fejlődtek, és meg-megközelítették az angolokat, hátha el tudják szakítani néhány hajójukat a többiektől. Az angolok azonban tartották a harcrendet, sőt, három, gyakorlatilag mozgásképtelen hajójukat fel is gyújtották, hogy ne akadályozzák a többieket.
Kora délután feltűntek a láthatáron Rupert herceg hajói — Rupert ugyan nem kapta meg Monck üzenetét, de felderítői hallották az ágyúdörgést, és ő parancs nélkül is a főerők segítségére indult. Monck annyira megörült érkezésének, hogy a legrövidebb úton indult felé: bevezette a flottát a Galloper-zátonyok közé. Három hajó futott zátonyra:
- Royal Catherine,
- Royal Charles (Monck zászlóshajója),
- Prince Royal (George Ayscue zászlóshajója).

Az előbbi kettőt le tudták vontatni, de Ayscue-t a hollandok elfogták (a brit flotta történetében Ayscue-n kívül ilyen magas rangú tiszt sohasem esett a tengeren fogságba).

### A harmadik nap mérlege
Angolok:
- 3 hajó elsüllyedt,
- 1 hajót (Prince Royal) a hollandok elfogtak;
- visszatért Rupert herceg 20 hajóval.

- hollandok: komolyabb veszteség nélkül.

Az angolok úgy vélték, hogy Rupert friss hajóival kiegészülve ismét fölvehetik a harcot a hollandokkal; a délután visszatért de Ruyter általános támadást tervezett reggelre.

## Negyedik nap
Hajnalban a két flotta frontálisan egymásnak rontott. A hollandok hamarosan megállították a széllel szemben támadni próbáló angolok előrenyomulását, majd több helyen áttörték a brit csatasort. Sir Christopher Myngs ellentengernagy, aki Ayscue fogságba esése után átvette az angol elővéd parancsnokságát, súlyosan megsebesült, és pár nap múlva belehalt sérüléseibe.
Rupert herceg hajóit de Ruyter dél felé szorította, George Monck pedig Tromp és Van Nes raja közé szorult. Monck többször is megpróbált áttörni Rupert felé, de ezt a hollandok mindannyiszor megakadályozták. Ekkor Monck északnak fordította hajóit Tromp igencsak meggyengült erői ellen: felgyújtotta annak egyik hajóját, mire a többi elmenekült, és ezt látva meghátrált Van Nes is. De Ruyter először nem tudott elszakadni Rupert hercegtől, hogy kisegítse  Van Nest, de amikor újra összecsapott a herceggel, néhány jól célzott lövés elvitte Rupert zászlóshajója, a Royal James fő- és tatárbócát is, mire a mozgásképtelen zászlóshajót védelmezve és tolva a teljes zöld kötelék dél felé fordult, és elhagyta a csatateret. De Ruyter ekkor végre megtámadhatta Monck hajóit, és a teljesen leharcolt brit főerő megkezdte a visszavonulást a hazai partok felé.
A hollandok négy angol sorhajót elfogtak, a többiek (köztük a híres Sovereign of the Seas és Monck zászlóshajója, a Royal Charles is) szinte egytől egyig súlyosan megrongálódtak. Az angoloknak majdnem minden lőszere elfogyott (a holland hajók lőporkamrája nagyobb volt, ágyúik pedig kisebbek; tüzéreik sem lőttek olyan gyorsan, mint az angolok, így hát nekik még volt lőszerük), de szerencsére sikerült bemenekülniük egy ködfelhőbe, és ekkor az angol zátonyoktól tartó de Ruyter abbahagyta az üldözést.

### A negyedik nap mérlege
Angolok:
- 4 hajó elsüllyedt,
- legalább két tucat hajó súlyosan megrongálódott.

Hollandok:
- 1 hajó elsüllyedt,
- több megrongálódott.